# Martin Birke
Peter Laurids Martin Birke, född 7 juni 1865, död 6 maj 1941, var en dansk general.
Birke blev officer vid infanteriet 1885, generalstabsofficer 1900, överstelöjtnant 1913, överste 1919, chef för 4:e infanteriregementet 1921 samt generalmajor och chef för generalstaben 1922. Från 1921 tillhörde Birke Landstinget och bidrog som landstingsman i hög grad till antagandet av 1922 års härordning i Danmark.